# Bec d'alena andí
El bec d'alena andí (Recurvirostra andina) és una espècie d'ocell de la família dels recurviròstrids (Recurvirostridae) que habita pantans i llacs salats dels Andes, al sud del Perú, Bolívia, nord de Xile i zona limítrofa de l'Argentina.